# 人山人海 (公司)
人山人海（英語：People Mountain People Sea），是香港一家音樂製作及歌手經紀人公司，成立于1999年6月16日。「人山人海」主要成員包括有黃耀明、郭啟華、蔡德才、梁基爵、李端嫻、亞里安、逸堯、陳浩峰等。
除了音樂製作以外，「人山人海」在2000年也曾為香港漫畫工作者黎達達榮出版漫畫；曾出版的書目包括《魔笛》及《青春耳鼻喉》等。並於2005年7月推出首本結他曲譜《I Learned the chords at seventeen》。
人山人海曾為張國榮、王菲、林憶蓮、許志安、陳奕迅、鄭秀文、楊千嬅、謝霆鋒、彭羚、莫文蔚、黃秋生、丁菲飛、許茹芸、蘇慧倫、梁朝偉、江美琪、葉蒨文等歌手監製歌曲。
人山人海第一支簽約二人女子組at17首張專輯《Meow Meow Meow》於2002年12月正式推出,  2005年, 人山人海推出另一組新人單位PixelToy。
人山人海完成at17《變變變》大碟後正式遷往現址，新的人山人海錄音室(Studio PMPS)在2006年3月31日正式開張，當日開幕記者會除人山人海成員外，還有當紅女歌手楊千嬅、何韻詩出席支持。

## 旗下歌手
| 男藝人 (歌手) | 男藝人 (歌手) | 男藝人 (歌手) |
| ------------- | ------------- | ------------- |
| 黃耀明        | 梁基爵        |               |
| 組合歌手      |               |               |
| 達明一派      |               |               |

## 過往歌手
| 女藝人 (歌手) | 女藝人 (歌手) | 女藝人 (歌手) |
| ------------- | ------------- | ------------- |
| 盧凱彤        | 林二汶        | 有耳非文      |
| 鄧雯心        |               |               |
| 組合歌手      |               |               |
| Pixel Toy     | Lacee Lacey   |               |

## 人山人海音樂會
- 香港藝術節《人山人海音樂會》  1997/ 2-3月
- 《創作人山人海音樂會》 1997/ 5月
- 香港藝術節《花天走地》飛行音樂劇 2000/ 2月
- 《光天化日黃耀明演唱會》 2000/7月
- 《香港在柏林》音樂會 2000/ 7-8月
- 《柏林在香港》音樂會 2000/11月
- 《黃耀明@人山人海音樂會》 2000/12月
- 《黃耀明光天化日澳門演唱會》 2000除夕
- 《漫遊拉闊遊樂會第八場 - 黃耀明》 2001/8月
- 《黃耀明沿途監督獨樂樂人山人海音樂會》 2001.12.07
- 《人山人海 + Double C Music Group 獨樂樂音樂會》 2002.12.27
- at17《MeowMeowMeow 巡迴音樂會》 2003/1月17日/25日及2月25日
- 《藝術節戀人論語你愛我你不愛我》 2003/2月14-17日
- 《黃耀明滿天神佛攞命舞會》  2003/10月31日至11月2日
- 《拉闊人山人海包圍達明一派音樂會》 2004/09月10日
- 《達明一派為人民服務20週年慶典音樂會》 2004/11月
- 《PixelToy Story IFVA Live Performance》 2005/3月27日
- 《PixelToy Story- Science of LIVE》音樂會 2005/8月5及6日
- 《變變變at17演唱會》 2005/11月29日-12月4日
- 《港樂VS黃耀明Live電幻音樂會》 2006/3月10-12日
- 《at17 Sing Sing Sing 演唱會2006》 2006/9月30日
- 《at17 "Just the Two of Us" Live》 2007/1月3-5日
- 《Threesome + at17 音樂會》 2007/3月14-16日
- 《PixelToy夏春秋 》音樂會 2007/7月14-15日
- 《人山人海擁抱綠色和平》音樂會 2007/8月21日

## 音樂出品/發行專輯
- 普普樂團《入洗衣機緊急掣》專輯 2000
- 2002.01.03《Pretty Happy & Gay》 2002
- GayBird《Made By GayBird》 2002.12.19
- at17《Meow Meow Meow》 2003.12.19
- at17《KissKissKiss》 2004.02.10
- 拜金小姐《拜金小姐》(發行) 2004.09.10
- at17《十一團火音樂會Live CD》2004.12月
- at17《Seen n Un seen 加州紅十一團火音樂會Live VCD/DVD》   2005.03.08
- 拜金小姐《拜金小姐2005》(發行) 2005.07.15
- PixelToy《Science of Love》
- at17《變變變》 2005.11.28
- at17《Sing Sing Sing》EP 2006.9.30
- at17《Sing Sing Sing演唱會2006》CD/VCD/DVD 2006.12.8/15/22

## Poo Records音樂出品
- 四方果《四方果》專輯 2000
- Slow Tech Riddim《Greatest Hit Vol.6》專輯 2001
- 香港漫遊O.S.T 2001
- Slow Tech Riddim 《ON/ OFF》專輯 2002
- 《Looking For Mies》OST 2002
- 四方果《一個人》專輯  2002
- alok《alok: wahoo!》2002
- 《百年孤寂》OST 2002
- 四方果《過冬》專輯

## 書刊類
- 黎達達榮《魔笛》漫畫  1999
- 《青春耳鼻喉》漫畫  2005
- at17《I Learned the chords at seventeen》 2005
- at17《我有冇問題》散文集(青春文化事業出版/皇冠出版社發行) 2005
- Ellen《失·逃 Rockmuiology》 2006